# Sinhalestes orientalis
Sinhalestes orientalis (лат.) — вид стрекоз из семейства люток (Lestidae), единственный в роде Sinhalestes.
Вид считался вымершим, так как с момента первого описания в 1862 году его не находили в природе. Тем не менее, в 2012 году он обнаружен молодым одонатологом Амила Шуманапала из заповедника Peak Wilderness Sanctuary на Шри-Ланке. Эндемик Шри-Ланки, известный пока только из упомянутого выше заповедника и его окрестностей.